# 586-та фольксгренадерська дивізія (Третій Рейх)
586-та фольксгренадерська дивізія (Третій Рейх), також 586-та фольксгренадерська дивізія «Кацбах» (нім. 586. Volks-Grenadier-Division "Katzbach") — піхотна дивізія народного ополчення (фольксгренадери), що входила до складу вермахту на завершальному етапі Другої світової війни. Дивізія сформована у вересні 1944 року шляхом переформування «тіньової» піхотної дивізії «Кацбах», а вже 27 жовтня її підрозділи передали до складу 79-ї фольксгренадерської дивізії.

## Історія
586-та фольксгренадерська дивізія була створена 28 вересня 1944 року у Західній Пруссії на основі формувань «тіньової» піхотної дивізії «Кацбах» (нім. Infanterie-Division Katzbach) під час проведення 32-ї хвилі мобілізації німецького вермахту. 27 жовтня командування Резервної армії вермахту віддало наказ на передачу підрозділів 586-ї фольксгренадерської дивізії до складу 79-ї фольксгренадерської дивізії.

## Райони бойових дій
- Німеччина (вересень — жовтень 1944).

## Бойовий склад 586-ї фольксгренадерської дивізії
- 1-й гренадерський полк «Кацбах»
- 2-й гренадерський полк «Кацбах»
- 3-й гренадерський полк «Кацбах»
- артилерійський полк «Кацбах»
- частини та підрозділи дивізійного підпорядкування